# Büyükşehir Belediye Erzurumspor
O Büyükşehir Belediye Erzurumspor (mais conhecido por Erzurumspor) é um clube profissional de futebol turco com sede em Erzurum, capital da província homônima, fundado em 2005. Atualmente disputa a Segunda Divisão Turca.
Suas cores oficiais são o azul e o branco. Manda seus jogos no Estádio Kâzım Karabekir, com capacidade máxima de 23,277 espectadores.

## História
Fundado em 2005 na cidade de Erzurum, disputou as Ligas Regionais Amadoras nos seus primeiros anos de história. Na temporada 2010–11, conquistou pela 1ª vez o acesso à Quarta Divisão Turca, sendo este o marco inicial de sua profissionalização enquanto clube de futebol apto a disputar as ligas de futebol organizadas pela Federação Turca de Futebol.
Os anos 2010 foram de consolidação do clube no cenário do futebol turco. Vencedor da Quarta Divisão Turca na temporada 2015–16, disputou a Terceira Divisão Turca na temporada seguinte (2016–17), conquistando neste mesmo ano o acesso à Segunda Divisão Turca após vencer os playoffs. 
A ascensão meteórica do clube prosseguiu na temporada seguinte (2017–18) e logo em sua 1ª participação na TFF 1. Lig, conquistou o acesso à Süper Lig após novamente ser bem sucedido nos playoffs. Entretanto, disputando a divisão máxima do futebol turco na temporada 2018–19, acabou sendo rebaixado para a Segunda Divisão Turca logo em sua 1ª participação após terminar na 17ª colocação entre 18 equipes.
Na temporada seguinte (2019–20), após uma ótima campanha, terminou a TFF 1. Lig na 2ª colocação, obtendo novamente o acesso à Primeira Divisão Turca para a temporada 2020–21. 

## Títulos
- Quarta Divisão Turca (1): 2015–16

### Campanhas de Destaque
- Vencedor dos Playoffs da Terceira Divisão Turca (1): 2016–17
- Vencedor dos Playoffs da Segunda Divisão Turca (1): 2017–18
- Vice–Campeão da Segunda Divisão Turca (1): 2019–20